# موتور ژنراتور

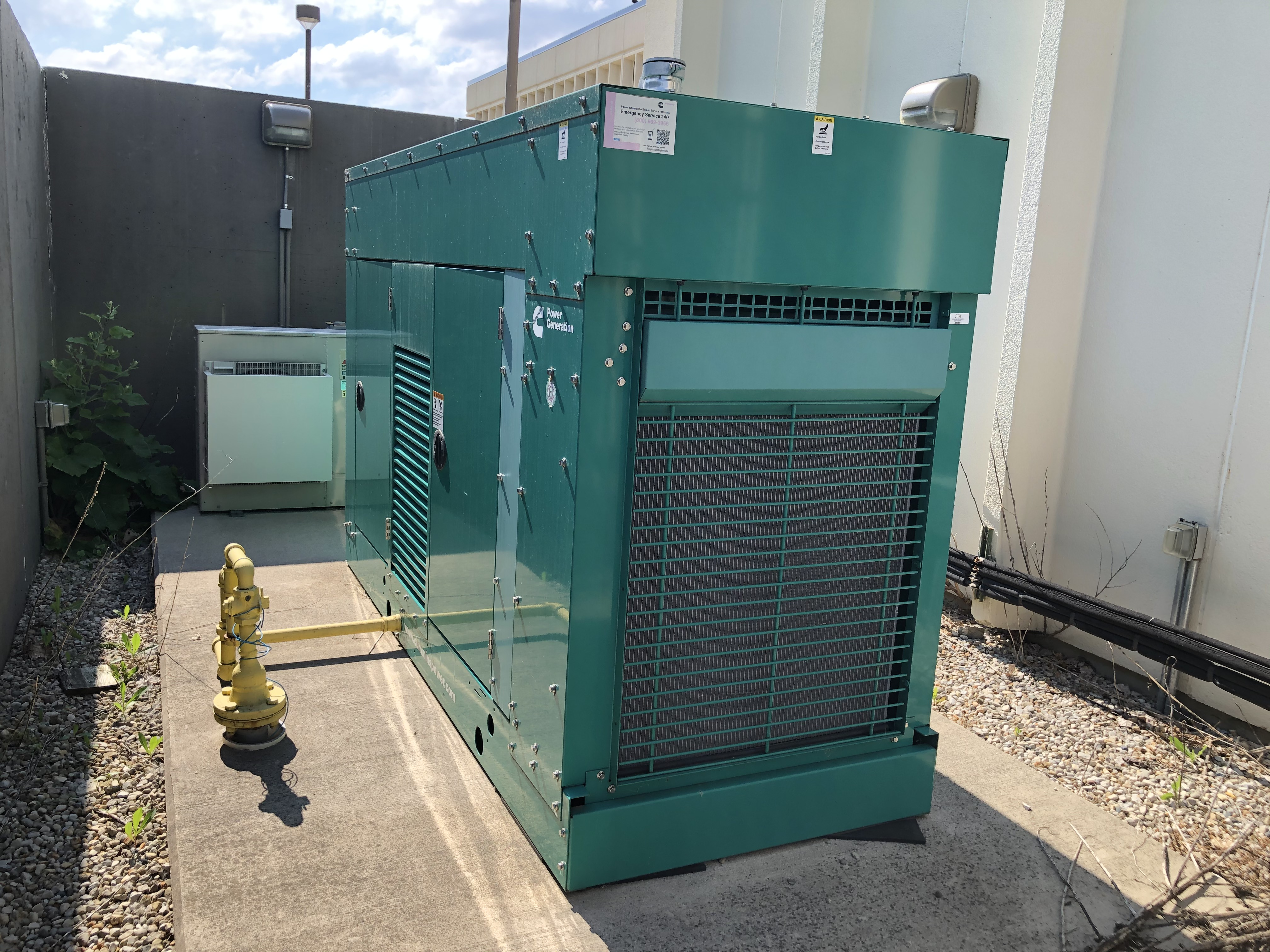
موتور ژنراتور

موتور ژنراتور عبارت است از: مجموع یک ژنراتور و یک موتور که به هم متصل شده و تشکیل یک تجهیزات جدید را می‌دهد. این ترکیب را موتور ژنراتور یا جن ست می‌نامند. موتور ژنراتورها انواع مختلفی دارد:
- موتور ژنراتورهای گازی
- موتور ژنراتورهای بنزینی
- موتور ژنراتورهای گازوییلی

## موتور برق بنزینی
خرید موتور برق یکی از مهم‌ترین کارهایی هست که در مکان‌هایی که دسترسی به برق نداریم می‌باشد. پرمصرف‌ترین نوع موتور برق، موتور برق بنزینی می‌باشد که در جاهایی استفاده می‌شود که به گاز دسترسی نیست. سوخت سیستم این موتور برق‌ها بنزین می‌باشد. به دلیل سوختن بنزین در موتور برق‌های بنزینی، گازهای دی‌اکسید کربن تولید می‌شود که همین موضوع باعث می‌شود که در مکان‌های باز از موتور برق‌های بنزینی استفاده شود چون در مکان‌های بسته سبب خفگی می‌شود.

## موتور برق دیزلی (دیزل ژنراتور)
موتور برق گازوئیلی (موتور برق دیزلی) یا دیزل ژنراتور، دستگاه تولید برق اضطراری است که در مواقع قطعی برق و در مکان هایی که برق در دسترس نیست مورد استفاده قرار میگیرد.
تفاوت موتور برق گازوئیلی، با سایر انواع موتور برق، سوخت مورد استفاده شده برای تولید انرژی میباشد.
موتور برق گازوئیلی (موتور برق دیزلی) دیزل ژنراتور یک وسیله‌ی تولید برق است که با تبدیل انرژی مکانیکی موتور به انرژی الکتریکی توسط ژنراتور یا به بیان بهتر آلترناتور کار می کند.
برای تولید برق، یک موتور دیزل به یک ژنراتور متصل و یا به اصطلاح کوپل می‌شود. قدرت چرخشی موتور، که به اسب بخار یا کیلووات اندازه‌گیری می‌شود، تأثیر زیادی بر روی کارایی دستگاه دارد. موتور ژنراتور با انتقال نیروی تولید شده توسط موتور به ژنراتور یا به بیانی دقیق تر آلترناتور، برق با ظرفیت مورد نیاز را تولید کرده و به صورت کیلوولت‌آمپر (کاوا)، خروجی خود را تأمین می‌کند.

## موتور برق (ژنراتور) چیست؟
موتور برق یا ژنراتور وسیله ای است که انرژی مکانیکی را به انرژی الکتریکی تبدیل می‌کند. این انرژی مکانیکی از سوختن بنزین، گاز، یا گازوییل به وجود می‌آید. موتور برق‌ها همان ژنراتورها هستند که به عنوان ژنراتورهای کوچک قابل حمل (پرتابل) نیز شناخته می‌شوند.
در خرید موتور برق باید به چند نکته مهم دقت کنید. موتور برق‌ها به دو نوع بنزینی و گازی دسته‌بندی می‌شوند. موتور برق‌های بنزینی با مصرف بنزین انرژی مکانیکی را به انرژی الکتزیکی تبدیل می‌کند.خرید موتور برق، مهم‌ترین تصمیمی است که در زمینه تأمین برق برای نیازهای خانگی، تجاری یا صنعتی اتخاذ می‌کنید. موتورهای برق از اهمیت ویژه‌ای برخوردار هستند، زیرا قادر به تأمین برق پایدار در صورت قطع برق شبکه یا در مکان‌هایی که دسترسی به برق شبکه محدود است، می‌باشند.

## موتور برق گازی
موتور برق گازی از گاز به عنوان سوخت استفاده می‌کند که همین دلیل باعث کم مصرف بودن و کاهش آلودگی هوا می‌شود و هزینه‌های به مراتب کمتری نسبت به موتور برق‌های بنزینی دارد. موتور برق گازی بی خطر بوده. گازسوز بودن موتور برق گازی باعث افزایش طول عمر دستگاه نسبت به موتور برق‌های بنزینی می‌شود.

## سیستم روشن و خاموش شدن موتور برق
موتور برق‌ها از نظر سیستم روشن و خاموش شدن به سه دسته تقسیم می‌شوند:

### ۱- موتور برق هندلی
موتور برق‌های هندلی به وسیله یک سیم فلزی که به عقب کشیده می‌شود روشن می‌شوند.

### ۲- موتور برق استارتی
موتور برق‌های استارتی به وسیله دکمه‌های که بر روی آنها تعبیه شده‌است و تنها با یک بار فشار دادن روشن می‌شوند و نیازی به هندل یا دور گرفتم موتور جهت روشن شدن دستگاه ندارند.

### ۳- موتور برق اتوماتیک
موتور برق‌های اتوماتیک به این شیوه عمل می‌کنند که با قطع شدن برق شهر به صورت اتوماتیک موتور برق روشن می‌شود و با وصل شدن برق شهر موتور برق به‌طور اتوماتیک خاموش می‌شود.